# Frank Danford Abbott

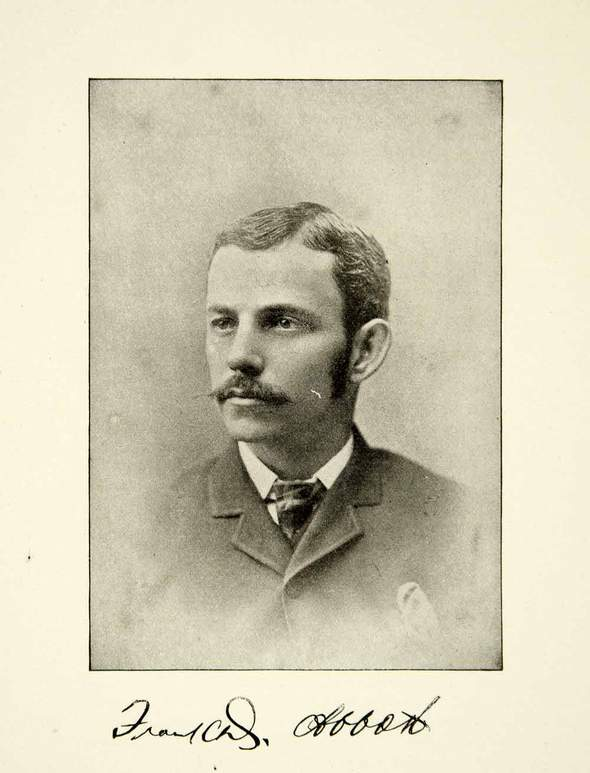
Frank Danford Abbott im Jahr 1900

Frank Danford Abbott (* 29. Januar 1853 in Bethel, Vermont, Vereinigte Staaten; † 29. November 1944 in Glen Ellyn, Illinois, Vereinigte Staaten) war ein US-amerikanischer Pianist und Komponist.

## Leben
Frank Abbotts Eltern waren der Ingenieur Luther Burnett Abbott (1829–1905) und Marion Elizabeth Soper (1828–1909). Frank Abbott wurde früh in Literatur und Musik eingeführt. Er erlernte Klavier und Orgel. Daneben hatte er Unterricht in Musiktheorie. Er war einige Zeit Musiklehrer in Minnesota. Bald arbeitete beim Orgelbauunternehmen Geo. Woods & Co.in Boston. Abbott ging 1872 nach Chicago, als das Unternehmen dort eine Niederlassung eröffnete. Er arbeitete für das firmeneigene Journal Vox Humana. 1877 heiratete er Eva Shugart (1853–1920) in Cedar Rapids. 1884 begründete er dort ein eigenes Magazin namens Presto. Bis zu seinem Tod im St. Charles Hospital in Aurora lebte er in Glen Ellyn.

## Werke (Auswahl)
- L’adieu, Valse, S. Brainard’s Sons, Cleveland, Ohio 1871
- I cannot forget thee für Singstimme und Klavier, John Church & Co., Cincinnati, Ohio, 1884
- Kiss me in my dreams, love. Song und Chorus, John Church & Co., Cincinnati, Ohio, 1884
- Cornell grand march. Frank Abbott, Cedar Rapids Iowa 1884
- Baby’s with the angels now. Song und Chorus, Text: C. E. Banks, H. C. Waite, Cedar Rapids, Iowa, 1884
- The wanderers story, F. A. Mills, New York
- Musical instruments at the World's Columbian Exposition. A review of musical instruments, publications and musical instrument supplies of all kinds, exhibited at the World’s Columbian Exposition held in Chicago, May 1 to October 31, 1893, and the awards given for these exhibits (from all nations) with the texts of the same, fully revised.